# D-Bomb
D-Bomb – polska grupa wokalno-taneczna reprezentująca swoją twórczością styl dance, a od 2009 roku także muzykę disco polo.

## Historia
Zespół D-Bomb powstał w 1996 roku w Warszawie, a zadebiutował w roku 1997. Jego założycielami i pierwszymi liderami byli bracia Bartosz i Jarosław Padyaskowie.
W 1997 roku grupa wydała pierwszy album Moja gra, który okazał się sukcesem rynkowym i przyniósł jej nominacje do nagród Dance Music Award. Teledyski D-Bomb zaczęły pojawiać się w programach muzycznych stacji telewizyjnych Grupy Polsat, a sam zespół zaczął koncertować w klubach na terenie Polski. W 1999 roku wydana została druga płyta – Back Again. W tym samym roku grupa otrzymała nagrodę Dance Music Award.
W 2000 roku do zespołu dołączyła Agnieszka Krupa. Wspólnie z nową wokalistką zespół D-Bomb wyjechał do Niemiec i nagrał trzeci album – Cały świat należy do nas. Zespół promowała w tym czasie ogólnopolska radiostacja Wawa. W 2001 roku do grupy dołączył Michał Rejniak, wcześniej związany jako tancerz z zespołem Stachursky. W 2002 roku po nagraniu albumu Cztery z D-Bomb odszedł Jarosław Padyasek, który w późniejszym czasie udzielał się tylko przy produkcji i komponowaniu nowych utworów muzycznych. W 2004 roku trio opuścił Michał Rejniak.
W latach 2004–2007 zespół D-Bomb stanowił duet (Bartosz Padyasek i Agnieszka Krupa) wspomagany podczas koncertów przez różnych tancerzy. Od 2007 roku ponownie jest to trio, w którym jednak kilkakrotnie dochodziło do zmian personalnych. Od 2007 roku jedynym stałym członkiem, wokalistą i liderem zespołu jest Bartosz Padyasek. Grupa koncertuje głównie klubach muzycznych w: Polsce, Wielkiej Brytanii, Stanach Zjednoczonych Ameryki, Niemczech i Włoszech. W 2008 roku zespół wystąpił po raz pierwszy na Ogólnopolskim Festiwalu Muzyki Tanecznej w Ostródzie. Od 2009 roku zespół oprócz muzyki dance zaczął także tworzyć utwory w gatunku disco polo w nurcie dyskotekowym tego gatunku.
26 lutego 2013 roku po siedmiu latach przerwy ukazała się najnowsza płyta zatytułowana „Lubię kiedy”. Album ukazał się nakładem firmy fonograficznej Universal Music Polska.
29 kwietnia 2015 roku po długiej walce z chorobą nowotworową zmarła Monika Próchniewicz (ur. 25 października 1975) – druga wokalistka grupy D-Bomb w latach 1999–2000.

## Dyskografia

### Albumy
| Tytuł                    | Rok  |
| ------------------------ | ---- |
| Moja gra                 | 1997 |
| Back Again               | 1999 |
| Cały świat należy do nas | 2000 |
| Cztery                   | 2001 |
| Kameleon                 | 2002 |
| Jak Narkotyk             | 2006 |
| Lubię kiedy              | 2013 |

### Single
| Tytuł                                                                       | Rok  | Wyróżnienia |
| --------------------------------------------------------------------------- | ---- | ----------- |
| Wszystko Co Robię / OTak! O Yeah!                                           | 1997 |             |
| Koniec                                                                      | 1999 |             |
| Ciało                                                                       | 1999 |             |
| Dobrze Robię                                                                | 2000 |             |
| Zapragnij Mnie                                                              | 2000 |             |
| Złoty Deszcz - Ela...                                                       | 2001 |             |
| Zielony Kapelusz                                                            | 2002 |             |
| Kolorowy Zawrót Głowy                                                       | 2002 |             |
| Przez Całą Noc                                                              | 2002 |             |
| Move Your Love / Myślę...                                                   | 2006 |             |
| Shake Your Boom Boom                                                        | 2007 |             |
| Powiedz Mi Co Czujesz                                                       | 2009 |             |
| Do Szaleństwa                                                               | 2010 |             |
| Ja nie chcę / Chciałbym Się Zakochać W Tobie / Ciało / Do Końca Naszych Dni | 2015 |             |
| O Tak O Yeah / Podejdź do mnie / Lubię cię                                  | 2016 | złota płyta |